# Somalibrya minuta
Somalibrya minuta là một loài bướm đêm trong họ Noctuidae.